# Otto Büchting
Otto Büchting (* 20. Mai 1868 in Wernigerode; † 16. Juni 1951 ebenda) war ein liberaler deutscher Kommunal- und Landespolitiker (Fortschrittliche Volkspartei, Deutsche Demokratische Partei, Deutsche Staatspartei, Liberaldemokratische Partei) und Unternehmer.

## Leben
Er war der fünfte Sohn von Karl Büchting, der Besitzer einer Lohgerberei in der preußischen Kreisstadt Wernigerode war. Nach dem Besuch der Mittelschule, lernte Otto Büchting Kaufmann und Lohgerber, um 1887 die väterliche Gerberei zu übernehmen. Er besaß die Gebrüder Büchting, Lederwerke Wernigerode, An der Holtemme 4a, die im Jahre 1788 gegründet wurde.
1903 wurde Otto Büchting in die Stadtverordnetenversammlung von Wernigerode gewählt, deren Vorsteher er spätestens 1911 als Mitglied der Fortschrittlichen Volkspartei (später Deutsche Demokratische Partei (DDP) bzw. Deutsche Staatspartei) wurde. Nach dem Ersten Weltkrieg kandidierte Otto Büchting erfolgreich für den Provinziallandtag der preußischen Provinz Sachsen in Magdeburg. 1933 musste er das Amt des Stadtverordnetenvorstehers und sein Landtagsmandat niederlegen.
Otto Büchting war während der Zeit des Nationalsozialismus Vorsitzender des Aufsichtsrates der Nordhausen-Wernigeroder Eisenbahn-Gesellschaft GmbH. Ihm zur Seite stand als Stellvertreter der Oberbürgermeister Curt Baller aus Aschersleben.
Als nach dem Zweiten Weltkrieg am 23. Juli 1945 auf Otto Büchtings Anregung gemeinsam mit dem Rechtsanwalt Dr. Voigt die Ortsgruppe Wernigerode der Liberaldemokratischen Partei (LDP) gegründet wurde, erfolgte seine Wahl zum ersten Vorsitzenden. Später vertrat er die LDP auch im Landkreis Wernigerode. In der Stadt leitete er den Schlachthof und zuletzt das städtische Verkehrsamt.

## Familie
Verheiratet war er mit Dorothea Büchting.

## Ehrungen
- Anlässlich seines 80. Geburtstages wurde er durch die Stadtverordnetenversammlung Wernigerode zum Stadtältesten ernannt.